# Ophiacantha cyrena
Ophiacantha cyrena är en ormstjärneart som beskrevs av A.H. Clark 1916. Ophiacantha cyrena ingår i släktet Ophiacantha och familjen knotterormstjärnor. Inga underarter finns listade i Catalogue of Life.